# 영국의 구성국

영국의 구성국.
잉글랜드(노란색), 스코틀랜드(주황색), 웨일즈(분홍색), 북아일랜드(연보라색)

영국을 구성하는 국가는 잉글랜드, 스코틀랜드, 웨일스, 북아일랜드 총 4개국이다. 이들은 주권 국가가 아니며 편의상 컨트리(country)라고 부른다. 다른 이름으로 홈 네이션스라고도 한다. 그러나 불문법 국가로 성문 헌법이 없는 영국의 특성상 4개 지방을 총칭하는 공식적인 명칭은 존재하지 않는다.
영국 정치의 특징 중 하나는 분권(devolution)으로, 지방 자치가 발달되어 스코틀랜드, 웨일스, 북아일랜드는 독자적인 의회와 행정부를 가지고 있다. 문화적으로도 잉글랜드, 스코틀랜드, 웨일스는 많은 스포츠에서 단독의 총괄 단체를 가지고 있으며 국제 스포츠 대회에서 각각 대표로 나뉘어 경쟁을 하고 있다. 북아일랜드의 경우 축구에서는 단일 통괄 단체(북아일랜드 축구 협회)가 있지만 대부분의 스포츠에서 아일랜드섬 전체를 총괄하는 단체를 함께 조직하고 있다.
그러나 정치학적으로 영국은 미국과 같은 연방 국가가 아니라 단일 국가로 분류된다. 의회주권의 원칙에 따라 최종적인 주권은 웨스트민스터의 영국 의회가 가지며 각 지방정부들은 헌법적 사항을 단독 결정할 수 없다. 이론적으로 영국 의회는 각 지방 의회가 결정한 사항을 무시하거나, 지방 의회 자체를 해산할 수도 있다.
국제법상의 주권 국가인 영국은 나토(NATO) 유엔(국제 연합) 등 국제 기구의 일원이다. 반면 잉글랜드, 북아일랜드, 스코틀랜드, 웨일스는 정식 국가가 아니며 국제 표준화 기구(ISO)의 국가 목록에 포함되어 있지 않다. 그러나 영국표준협회 및 영국 국가 통계국이 세분화한 ISO 영국 세부단위 목록에서는 잉글랜드, 스코틀랜드, 웨일스를 설명하기 위해 "컨트리"(country)라는 표현을 사용하고 있다. 유일하게 바다 건너에 위치한 북아일랜드는 같은 목록에서 프로빈스(province)라고 공식적으로 표현되고 있다.
한편 왕실령인 채널 제도와 맨섬, 그리고 해외 영토는 국제 관계(외교, 방위)에서 연합 왕국이 관할하는 지역이지만 연합 왕국의 일부가 아니며 "컨트리"라 부르지도 않는다.

## 목록
| 이름       | 기    | 인구       | 면적 (km2) | 면적 비율(%) | 인구 밀도 (per km2) | 수도     | 의회            | 법                     | 관할            | 섬               |
| ---------- | ----- | ---------- | ---------- | ------------ | ------------------- | -------- | --------------- | ---------------------- | --------------- | ---------------- |
| 잉글랜드   |       | 53,012,456 | 130,395    | 53.4         | 406.55              | 런던     | 없음            | 잉글랜드 법            | 잉글랜드 웨일스 | 그레이트브리튼섬 |
| 스코틀랜드 |       | 5,295,000  | 78,772     | 32.3         | 67.22               | 에든버러 | 스코틀랜드 의회 | 스코틀랜드 법          | 스코틀랜드      | 그레이트브리튼섬 |
| 웨일스     |       | 3,063,456  | 20,779     | 8.5          | 147.43              | 카디프   | 웨일스 의회     | 잉글랜드 법, 웨일스 법 | 잉글랜드 웨일스 | 그레이트브리튼섬 |
| 북아일랜드 | 없음‡ | 1,810,863  | 13,843     | 5.6          | 130.81              | 벨파스트 | 북아일랜드 의회 | 북아일랜드 법          | 북아일랜드      | 아일랜드섬       |
| 영국       |       | 63,181,775 | 243,789    | 100          | 259.16              | 런던     | 영국 의회       | 영국 법                | 영국            |                  |

‡ 1972년까지는 얼스터 배너를 국기로 사용했다.

## 같이 보기
- 영국의 해외 영토
- 왕실속령
- 칠왕국
- 스코틀랜드 독립운동
- 아일랜드의 연합주의